# Xiluo
Xiluo, auch Siluo (chinesisch 西螺鎮, Pinyin Xīluó zhèn, taiwanisch: Sai-lê-tìn, Hakka: Sî-lò-tsṳ́n / Seˇ looˋ din^) ist eine Stadtgemeinde des Landkreises Yunlin in der Republik China (Taiwan).

## Lage und Beschreibung
Xiluo liegt im Norden des Landkreises Yunlin. Seine nördliche Grenze ist der Fluss Zhuoshui, an dessen gegenüberliegendem Ufer sich die Gemeinden Zhutang und Xizhou des Landkreises Changhua befinden. Des Weiteren grenzt Xiluo an Citong im Osten, Huwei im Süden und Erlun im Westen. Im September 2024 lebten in Xiluo 44.445 Menschen.

## Geschichte

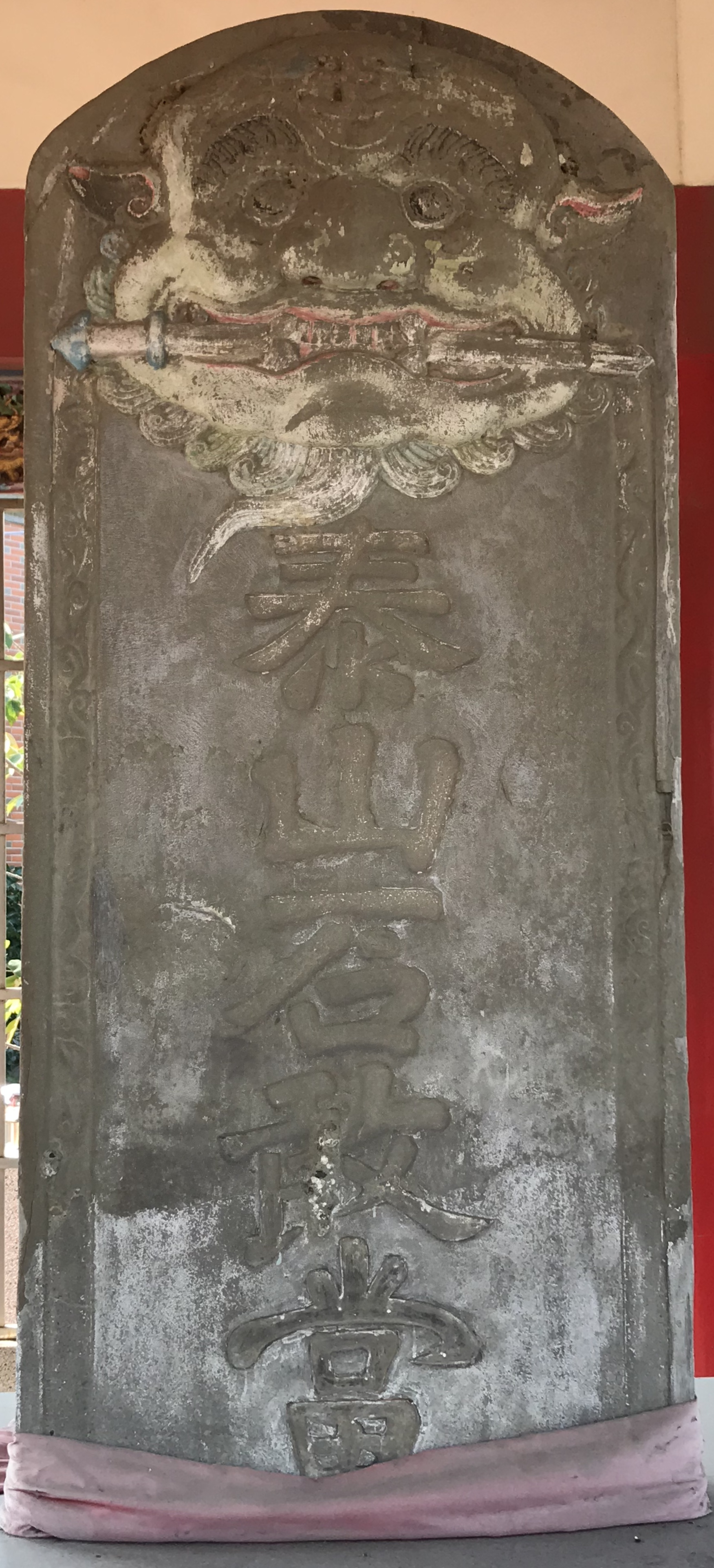
Taishan Shigandang (errichtet 1827)

Das Gebiet des heutigen Xiluo war ursprünglich von taiwanischen Ureinwohnern des Volks der Babuza bewohnt. In ihrer Sprache hieß der Ort Sailei. Die seit Beginn des 18. Jahrhunderts einwandernden chinesischen Siedler übernahmen diese Ortsbezeichnung in ihre Sprache (Minnan) als Sai-lê, geschrieben 西螺, was im Hochchinesischen Xīluó ausgesprochen wird.
Die Siedler machten das land urbar und bewässerten es, wodurch sich eine blühende Landwirtschaft entwickelte. Xiluos Lage an einer der wichtigen Brücken über den Fluss Zhuoshui förderten den Handel und machten den Ort zu einem Bindeglied zwischen Nord- und Südtaiwan. Zur Zeit der japanischen Herrschaft über Taiwan wurde Xiluo im Jahr 1920 erstmals als Stadtgemeinde etabliert und nach der Übernahme Taiwans durch die Republik China 1950 in den neuen Landkreis Yunlin eingegliedert.

## Verkehr und Wirtschaft

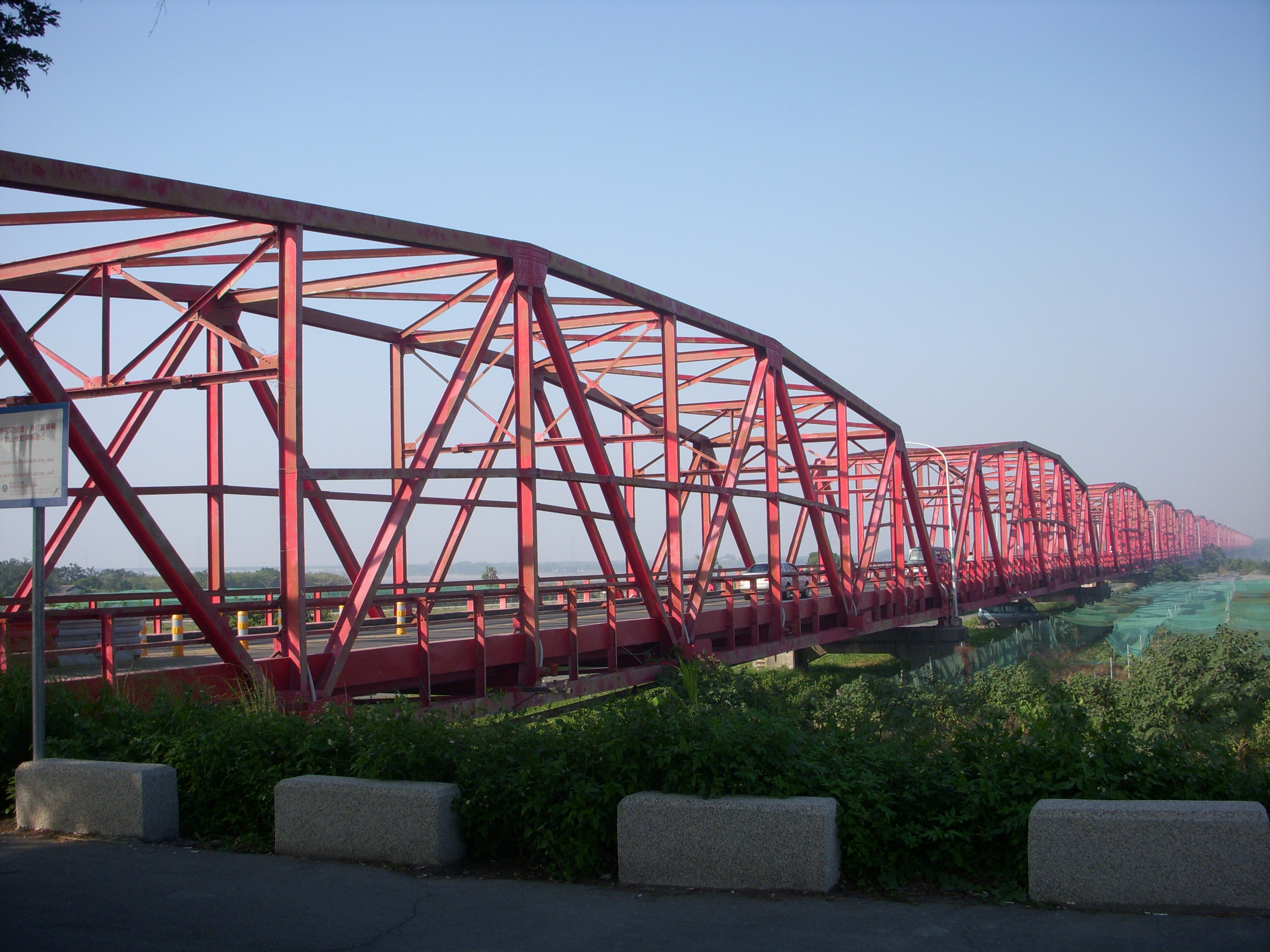
Die Xiluo-Brücke

Drei Brücken über den Zhuoshui verbinden Xiluo mit dem Landkreis Changhua. Die darauf verlaufenden Straßen sind die Autobahn Nationalstraße 1, die Xiluo von Nord nach Süd durchquert, die Provinzstraße 1, die ungefähr von Nordwest nach Südost durch das Gemeindegebiet führt und die Autobahn kreuzt, sowie die Kreisstraße 145, die von Nord nach Süd verläuft. Zu dieser Straße gehört die rote Xiluo-Brücke (西螺大橋) von Xiluo über den Zhuoshui nach Xizhou (Landkreis Changhua), ein Wahrzeichen der Region. Die Kreisstraßen 154 im Norden der Gemeinde und die 156 im Süden führen von West nach Ost. Xiluos Öffentlicher Nahverkehr besteht aus einigen Buslinien.
Xiluos wichtigste Wirtschaftszweige sind Landwirtschaft und Lebensmittelverarbeitung. Die berühmtesten lokalen Erzeugnisse sind der Xiluo-Reis (西螺米 xiluomi), Sojasoße und Doupi (豆皮). Darüber hinaus stellt die Gemeinde ein bedeutendes Produktionsgebiet und Distributionszentrum für allerlei Arten von Obst und Gemüse dar. Die früher überregional beliebten Mochi aus Xiluo werden heute nur noch im kleinen Rahmen gefertigt.

## Kultur und Sehenswürdigkeiten

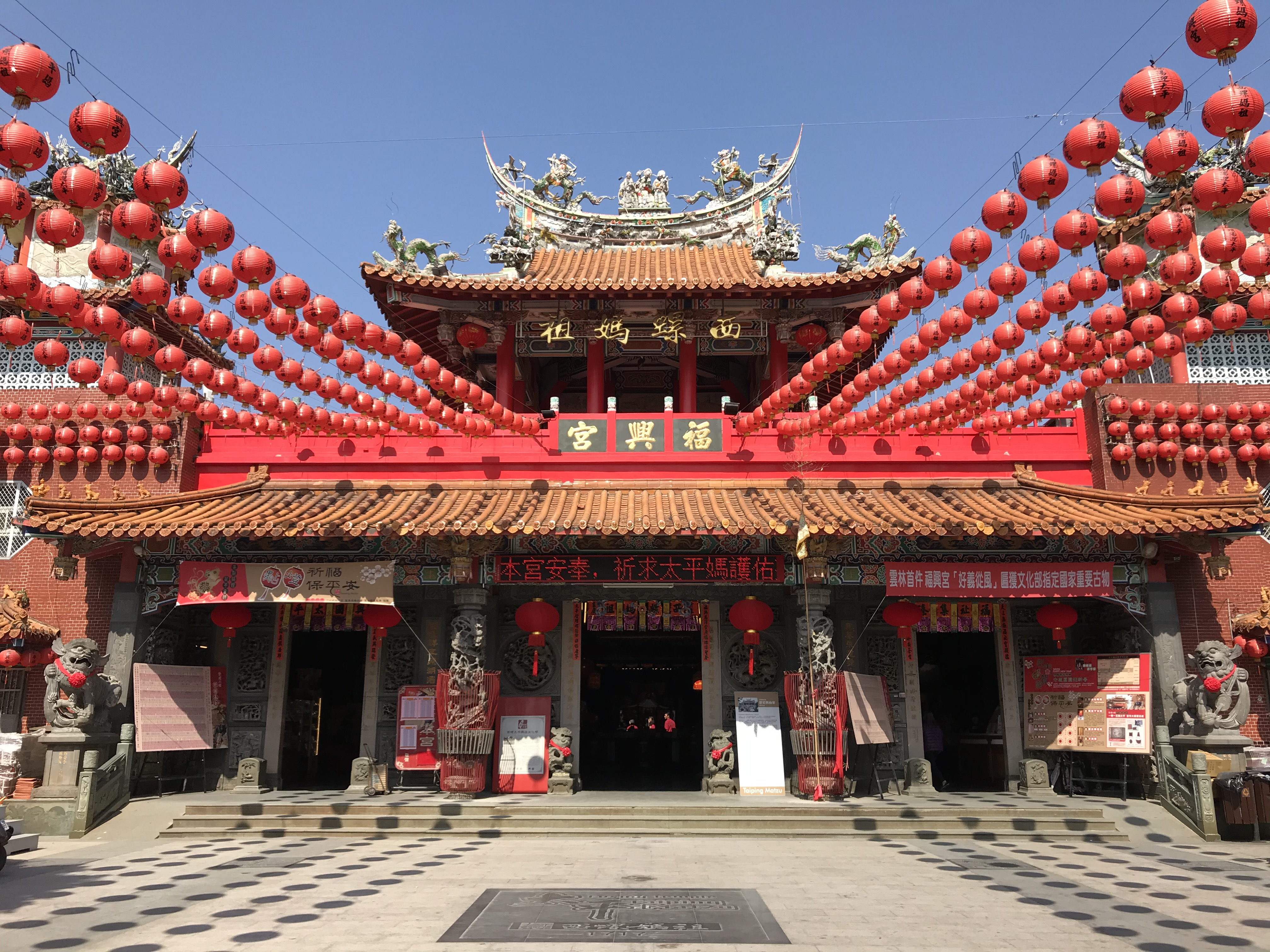
Der Fuxing Gong

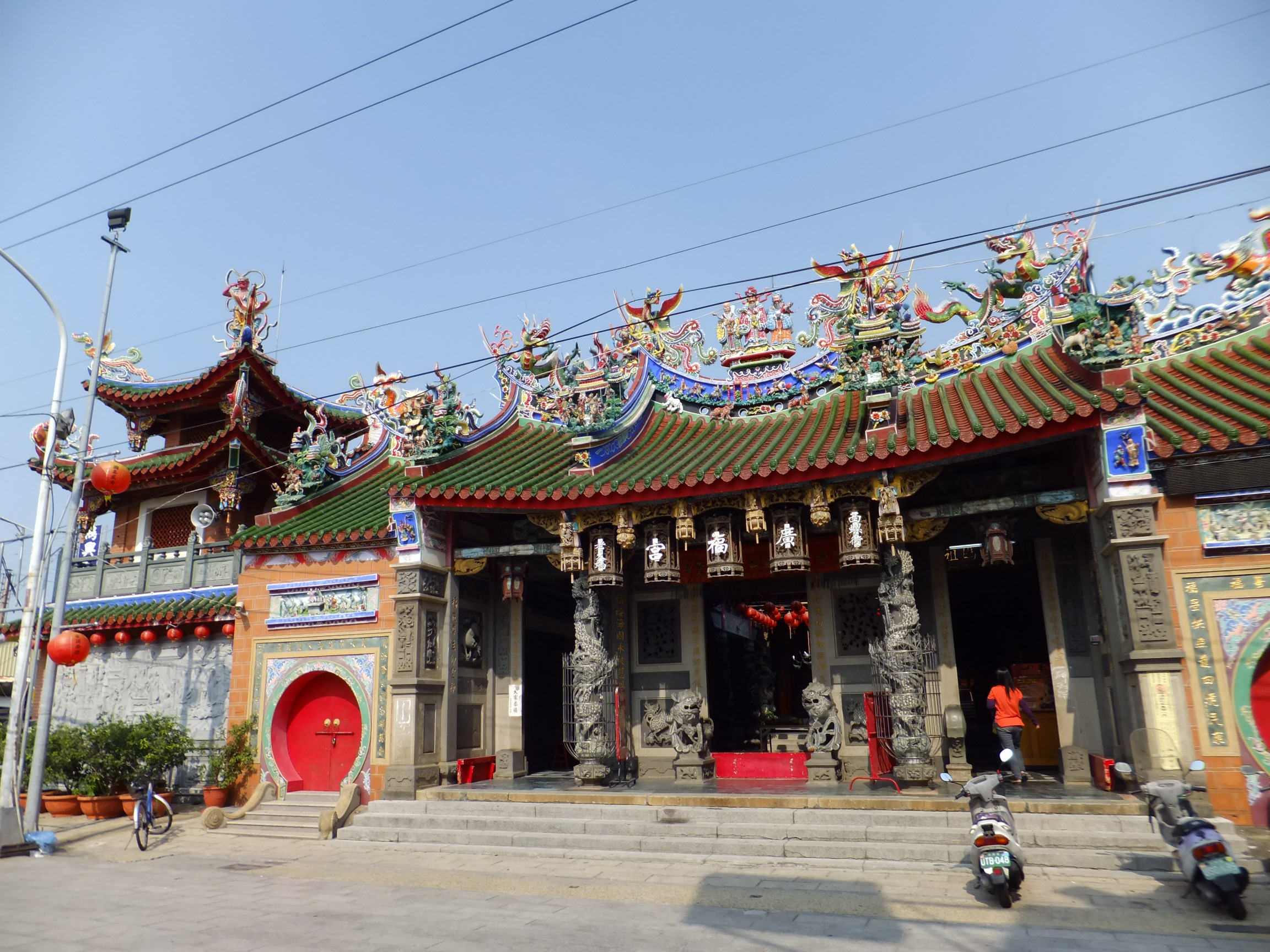
Der Guangfu Gong

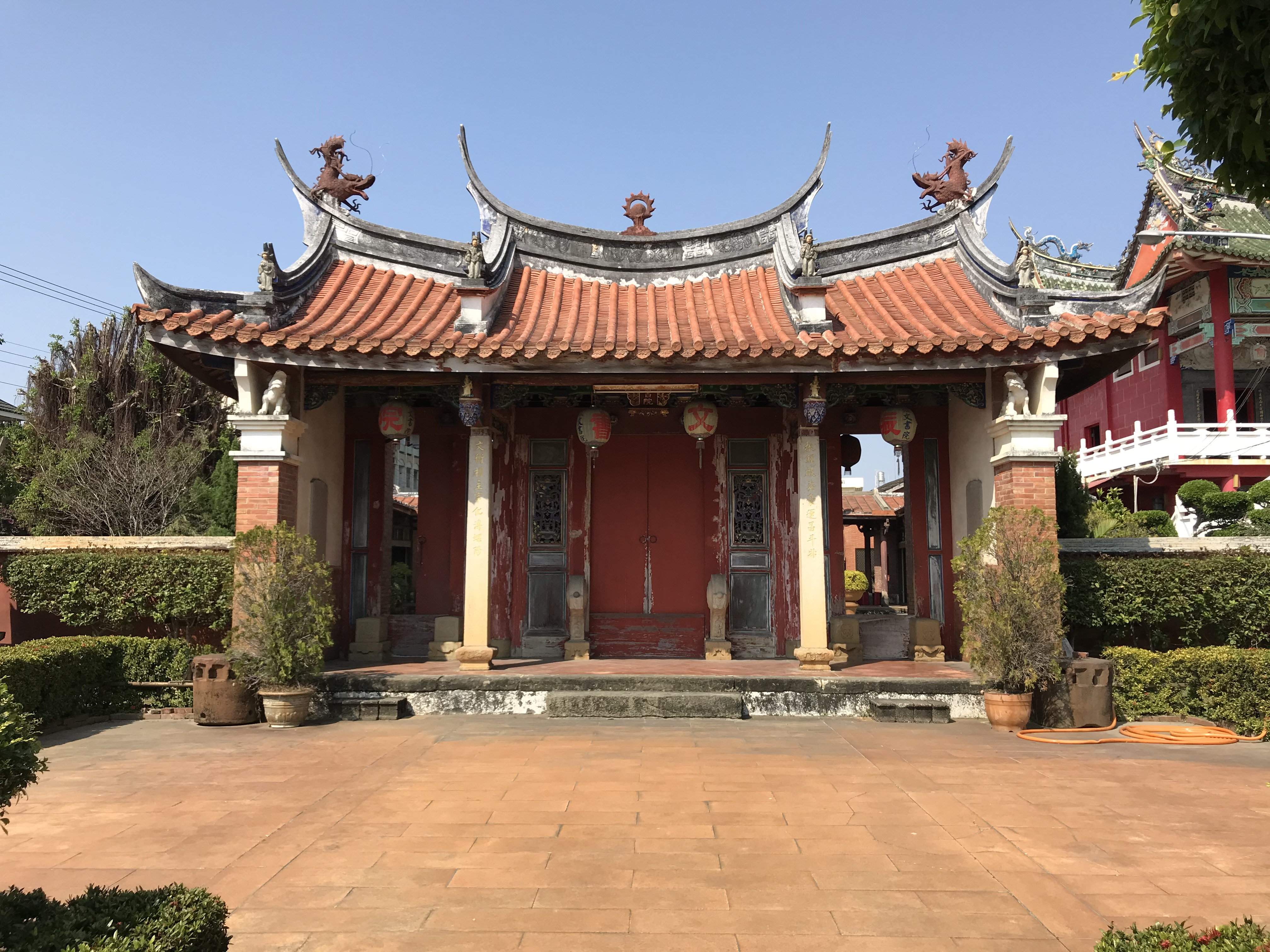
Eingang zum Zhenwen Shuyuan

Der älteste Tempel Xiluos ist der Fuxing Gong (福興宮) aus dem Jahr 1723, der der Göttin Mazu, die hier den Beinamen Taiping-Mazu trägt, gewidmet ist. Jährlich Mitte des neunten Mondmonats findet Luoyang ying Taiping (螺陽迎太平) statt, ein Umzug der Göttin durch fünfzehn Ortschaften diesseits und jenseits des Zhuoshui. Es ist der am spätesten im Mondkalender durchgeführte Mazu-Umzug ganz Taiwans. Nur wenige Straßen entfernt vom Fuxing Gong steht ein weiterer Mazu-Tempel, der Guangfu Gong (廣福宮).
Im Ortsteil Guangfu befindet sich Zhenwen Shuyuan (振文書院), eine ehemalige Privatschule für klassische chinesische Bildung aus dem Jahr 1814. Ihr angeschlossen ist ein Tempel, in dem Konfuzius und Cang Jie verehrt werden.
Viele Einwohner Xiluos gehören der Volksgruppe der Hakka an. Ihre Vorfahren kamen im 18. Jahrhundert aus dem chinesischen Zhao’an (Stadt Zhangzhou) nach Taiwan. Ihr Zhao’an-Dialekt der Hakka-Sprache wird in Xiluo heute kaum noch gesprochen. An der Grenze zum westlichen Nachbarort Erlun steht der Chongyuan Tang (崇遠堂), ein Ahnentempel der Hakka-Familie Zhang-Liao, die in der Region zahlreiche Angehörige zählt. Eine weitere gemeinsame Hakka-Tradition Xiluos und Erluns ist die Qiqian (七嵌 oder 七欠) oder Qikan (七崁), eine traditionelle Choreographie, die Musik, Tanz, Kung Fu und Löwentanz umfasst und bei Tempelfesten oder anderen Anlässen aufgeführt wird. Sie hat ihren Namen von dem geographischen Ausdruck Qiqian (auch Qikan),.einer Sammelbezeichnung für sieben Hakka-Siedlungsgebiete, die sich auf die beiden Gemeinden verteilen.
Am Ufer des Zhuoshui steht der größte Taishan Shigandang (泰山石敢當) Taiwans, eine 1827 als Glücksbringer gegen Überschwemmungen aufgestellte beschriftete Steinplatte mit einem Löwenkopf.